# Сант-Анджело-д’Алифе
Сант-Анджело-д’Алифе (итал. Sant'Angelo d'Alife) — коммуна в Италии, располагается в регионе Кампания, в провинции Казерта.
Население составляет 2406 человек (2008 г.), плотность населения составляет 73 чел./км². Занимает площадь 33 км². Почтовый индекс — 81017. Телефонный код — 0823.
Покровителем коммуны почитается святой Архангел Михаил, празднование 7 мая.

## Демография
Динамика населения:

## Администрация коммуны
- Официальный сайт: https://web.archive.org/web/20091001165347/http://www.santangelo-dalife.it/